# Philip Doddridge (Geistlicher)

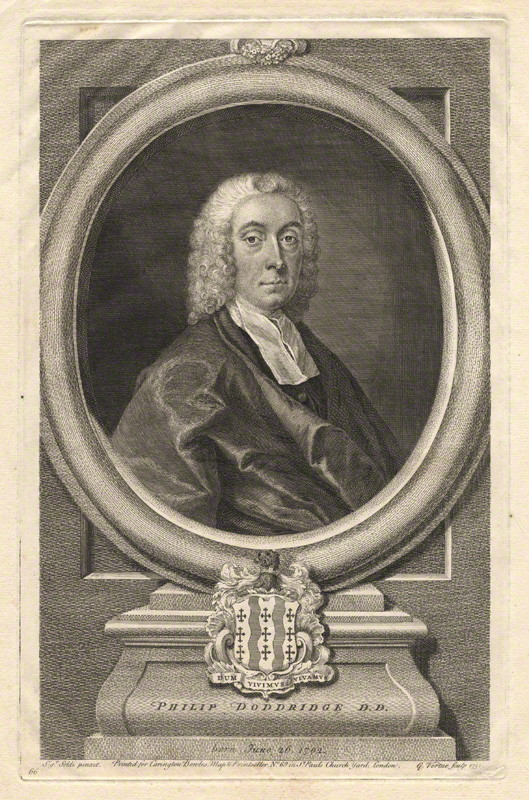
Philip Doddridge, Kupferstich von George Vertue nach einem Porträt von Andrea Soldi

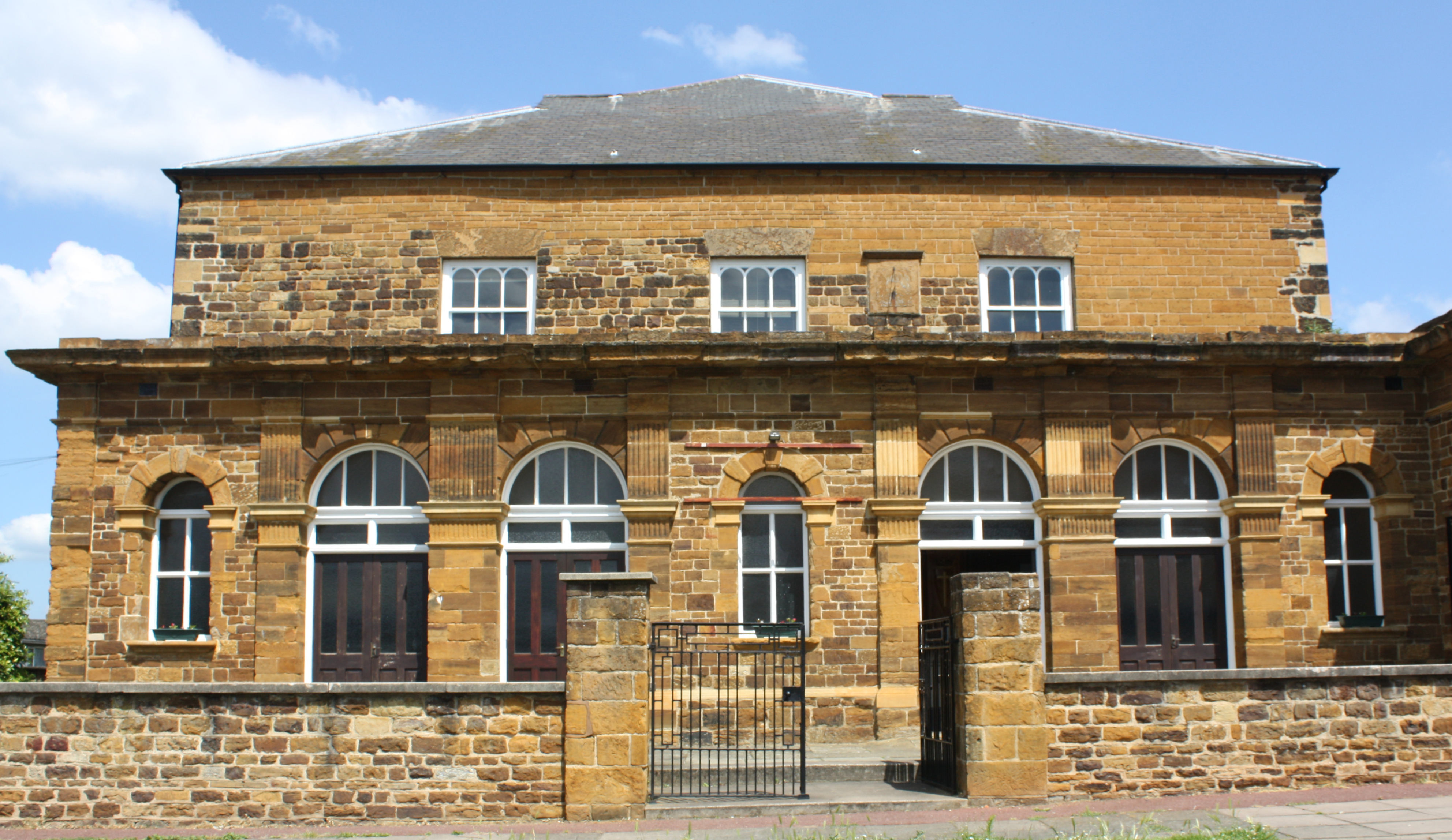
United Reformed Church, Doddridge Street, Northampton, wo Doddridge Pfarrer war

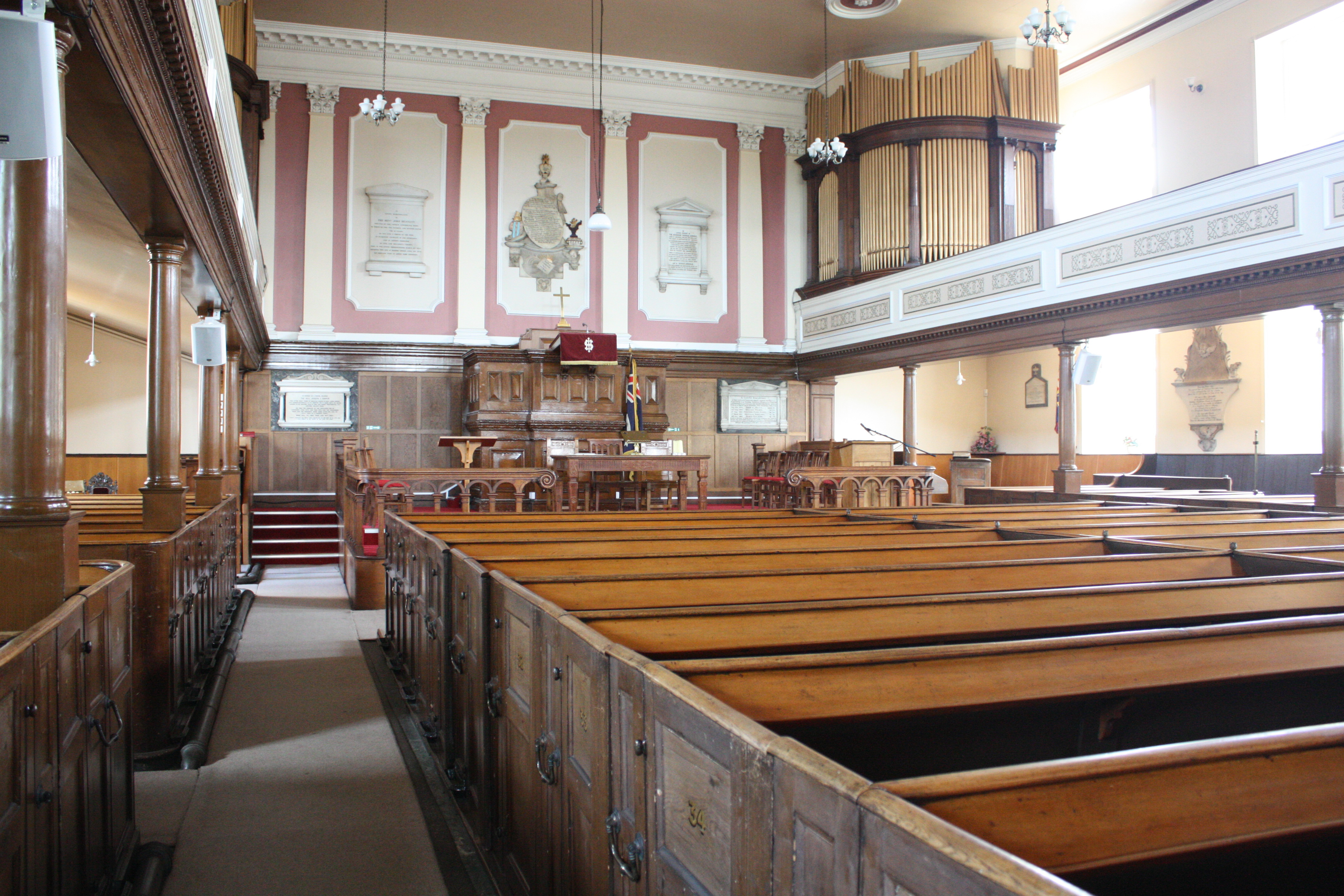
Innenraum der Kapelle mit Volksgestühl und Emporen

Philip Doddridge DD (* 26. Juni 1702 in London; † 26. Oktober 1751 in Lissabon) war ein englischer Dissenter sowie Erzieher und Hymnendichter des Barock.

## Leben und Wirken

### Herkunft
Philip Doddridge wurde in London als letztes von zwanzig Kindern des Daniel Doddridge († 1715), eines Speiseöl- und Sauergemüsehändlers, geboren. Sein Großvater John Doddridge (1621–1689), Rektor in Shepperton, wurde im Zuge des Act of Uniformity von 1662 seines Amtes enthoben und wurde protestantischer „Nonkonformist“. Philips Mutter Elizabeth war die hinterbliebene Tochter des Geistlichen John Bauman († 1675), eines lutherischen Geistlichen, der im Dreißigjährigen Krieg vor religiöser Verfolgung aus Prag floh.

### Erziehung und Ausbildung
Noch bevor Philip lesen konnte, erklärte seine Mutter ihm das Alte und Neue Testament anhand der blauen holländischen Bildkacheln am Wohnzimmerkamin. In seiner Jugend wurde Philip Doddridge zu Hause erzogen, später an einer Londoner Privatschule. 1712 besuchte er die Grammar School in Kingston-upon-Thames, wo sein Großvater mütterlicherseits bereits Rektor war.
Doddridges Mutter starb am 12. April 1711, als er acht Jahre alt war. Vier Jahre später, am 17. Juli 1715, starb sein Vater. Sein Vormund Downes versetzte ihn an eine andere Privatschule in St Albans, wo er durch den presbyterianischen Pfarrer Samuel Clark geprägt wurde.  Downes verschwendete Doddridges Erbe und ließ den dreizehnjährigen Vollwaisen Philip Doddridge mittellos in St. Albans zurück. Clark nahm ihn an Kindes statt auf und begleitete seine Erziehung. Er ermutigte ihn, die geistliche Laufbahn einzuschlagen. Sie blieben lebenslange Freunde und bei Clarks Beerdigung predigte Doddridge mit den Worten: „To him under God I owe even myself and all my opportunities of public usefulness in the church.“ (dt.: Ihm verdanke ich nach Gott überhaupt mich selbst und alle meine Möglichkeiten in der Kirche zu wirken.)

### Heirat
Am 22. Dezember 1730 heiratete er Mercy Maris (1709–1790), Tochter des Richard Maris, Bäcker und Mälzer in Worcester, und seiner zweiten Frau Elizabeth Brindley. Die Heirat fand in Upton upon Severn statt, wo Mercys Familie lebte. Sie hatten neun Kinder. Bereits das erste, Elizabeth or Tetsey (1731–1736), starb vor ihrem fünften Geburtstag und wurde unter dem Altar von Doddridge Chapel begraben. Lediglich vier Kinder wurden erwachsen.

### Beitrag zu Bildung und religiösem Leben
Aufgrund seiner unabhängigen religiösen Neigungen lehnte Philip Doddridge Angebote, die ihn zu einem anglikanischen Priesteramt oder einer juristischen Karriere geführt hätten, ab. 1719 entschied er sich stattdessen mit Unterstützung Clarks, die Dissenter-Akademie in Kibworth in Leicestershire zu besuchen. Hier wurde er von John Jennings unterrichtet, dem Doddridge kurz darauf 1723 nachfolgte. Kurz darauf wurde Doddridge in einer Hauptversammlung der nonkonformistischen Geistlichen gewählt, die Akademie im neu gegründeten einige Meilen entfernten Market Harborough zu führen. Die Akademie zog viele Male um und wurde als Northampton Academy bekannt. Als Doddridge 1751 starb, bestand die Akademie weiterhin.
Im gleichen Jahre 1723 erhielt Doddridge die Aufforderung zum Pastor der unabhängigen Gemeinde in Northampton zu kandidieren, die er auch akzeptierte. Seine Popularität als Prediger soll dort vor allem auf seiner „hohen Empfindsamkeit, gepaart mit physischen Vorteilen und perfekter Aufrichtigkeit“ beruht haben. Seine Predigten waren meist praktischen Charakters. Sein Ziel war es in seinen Zuhörern eine spirituelle und andächtige Haltung zu kultivieren.
In den 1730er und 1740er Jahren setzte Philip Doddridge seine Lehr- und pastorale Arbeit fort. Er knüpfte zahlreiche enge Beziehungen zu unabhängigen religiösen Denkern, so zum Beispiel Isaac Watts. Doddridge war ein überaus aktiver Autor und Hymnendichter. Doddridge schrieb über 400 Hymnen, die sich meist auf seine Predigten bezogen. 1736 verliehen ihm sowohl das King’s College, Aberdeen als auch Robert Gordon’s College den Doctor of Divinity.
Sein The Rise and Progress of Religion in the Soul (Der Aufstieg und der Fortschritt der Religion in der Seele) von 1745, Isaac Watts gewidmet, wurde oft nachgedruckt und wurde in sieben Sprachen übersetzt und weithin einflussreich. Charles Spurgeon schätzte das Buch sehr. William Wilberforce, den Anführer im Kampf gegen die Sklaverei und den Sklavenhandel, soll das Buch zum Christentum bewegt haben.

### Tod und Erbe
1751 verschlechterte sich Philip Doddridges Gesundheitszustand erheblich. Er segelte am 30. September desselben Jahres nach Lissabon. Die Ortsveränderung war vergeblich und er starb dort an Tuberkulose. Er wurde beigesetzt auf einem Friedhof, der der British Factory in Lissabon angeschlossen war, sein Grab ist erhalten.

## Schriften
- Paraphrastische Erklärung der sämtlichen Schriften Neues Testaments. Übersetzt von Friedrich Eberhard Rambach. 4 Bände. Verlag Seidel und Scheidhauer, Magdeburg/Leipzig 1751–1758.
- Herrn Philipp Doddridge, der heiligen Schrift Doctors, und öffentlichen Lehrers zu Nordhamton, Betrachtungen über die Macht und Gnade Jesu. Übersetzt von Friedrich Eberhard Rambach. Verlag Seidel und Scheidhauer, Magdeburg/Leipzig 1767. Digitalisat
- Anfang und Fortgang wahrer Gottseligkeit, in der menschlichen Seele. John S. Wiestling, Harrisburg (Pennsylvania) 1828.